# Бліжин (гміна)
Гміна Бліжин (пол. Gmina Bliżyn) — сільська гміна у східній Польщі. Належить до Скаржиського повіту Свентокшиського воєводства.
Станом на 31 грудня 2011 у гміні проживало 8504 особи.

## Територія
Згідно з даними за 2007 рік площа гміни становила 140.88 км², у тому числі:
- орні землі: 27.00%
- ліси: 68.00%

Таким чином, площа гміни становить 37.27% площі повіту.

## Населення
Станом на 31 грудня 2011:
| Опис     | Загалом | Загалом | Чоловіки | Чоловіки | Жінки | Жінки |
| -------- | ------- | ------- | -------- | -------- | ----- | ----- |
| одиниця  | осіб    | %       | осіб     | %        | осіб  | %     |
| все      | 8504    | 100     | 4178     | 49.13    | 4326  | 50.87 |
| міське   | 0       | 100     | 0        |          | 0     |       |
| сільське | 8504    | 100     | 4178     | 49.13    | 4326  | 50.87 |

## Сусідні гміни
Гміна Бліжин межує з такими гмінами: Заґнанськ, Лончна, Скаржисько-Каменна, Стомпоркув, Сухеднюв, Хлевіська, Шидловець.